# Correa (Argentina)
Correa (Argentina) é uma comuna da província de Santa Fé, na Argentina.